# What Kate Did
"What Kate Did" (da. titel Hvad Kate gjorde) er det 33. afsnit af tv-serien Lost. Episoden blev instrueret af Paul Edwards og skrevet af Steven Maeda & Craig Wright. Det blev første gang udsendt 30. november 2005, og karakteren Kate Austen vises i afsnittets flashbacks.

## Handling
De to grupper er endelig forenet. Kate har et mærkeligt syn mens hun samler frugt. I koma tilstår Sawyer sine følelser for Kate. Efter Shannons begravelse, vender Jack og Locke tilbage til luge hvor nedtællingen er meget tæt på nul. Michael opdager noget, der kan få hans søn tilbage.